# 圣布里松城堡

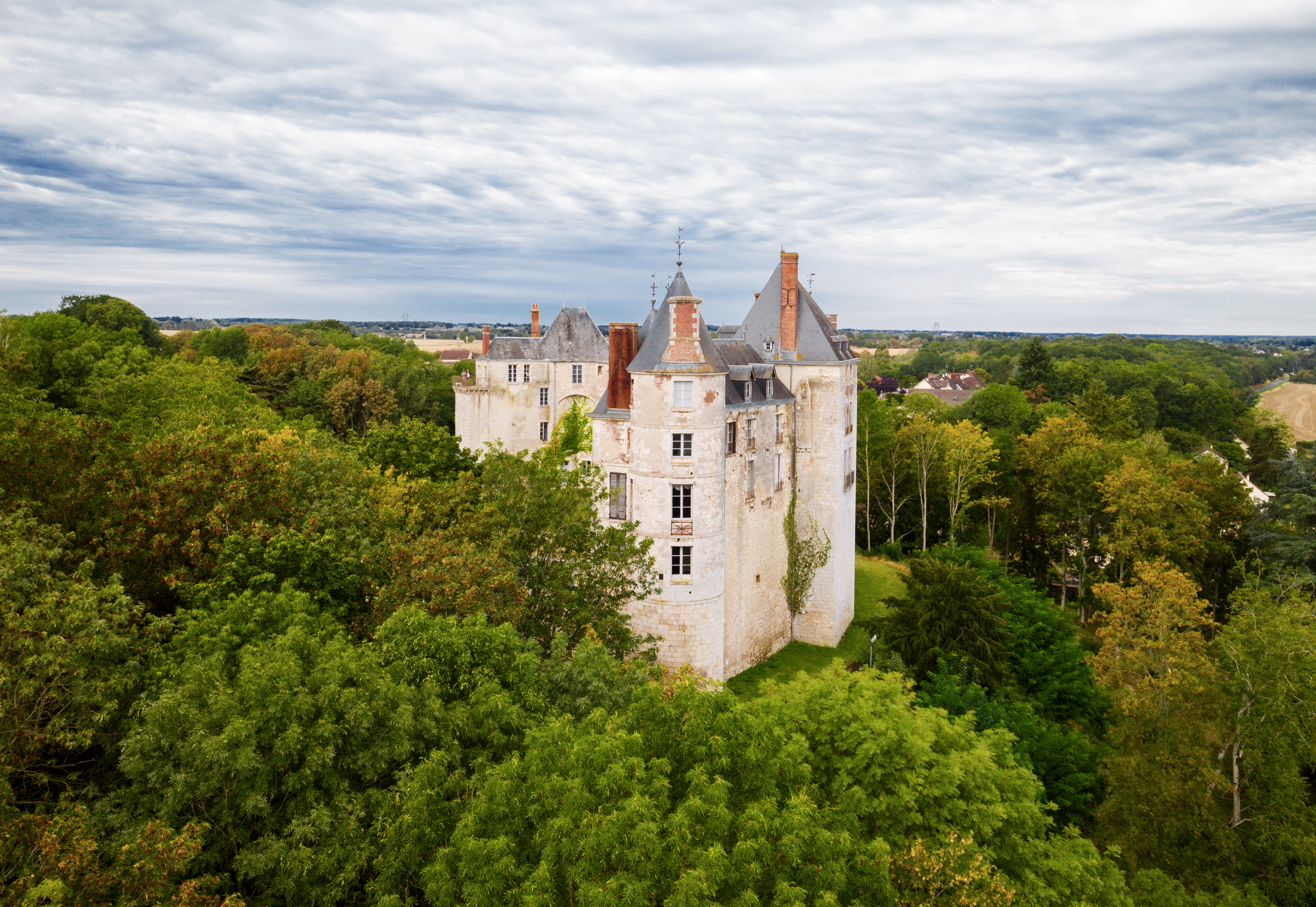

圣布里松城堡（法語：Château de Saint-Brisson）是一座法国城堡，位于中央-卢瓦尔河谷大区卢瓦雷省东南部蒙塔日区卢瓦尔河畔圣布里松，卢瓦尔河左岸，距离日安6公里，距离Giennois自然区的布里亚尔约9公里，是卢瓦尔河谷城堡群中位于河流最上游的一座城堡，建于13-19世纪。
在大革命前，圣布里松城堡位于旧贝里省的的边缘，邻近奥尔良省。这条河在19世纪卢瓦尔河旁侧运河开通改经附近的卢瓦尔河畔圣菲尔曼后干涸。 

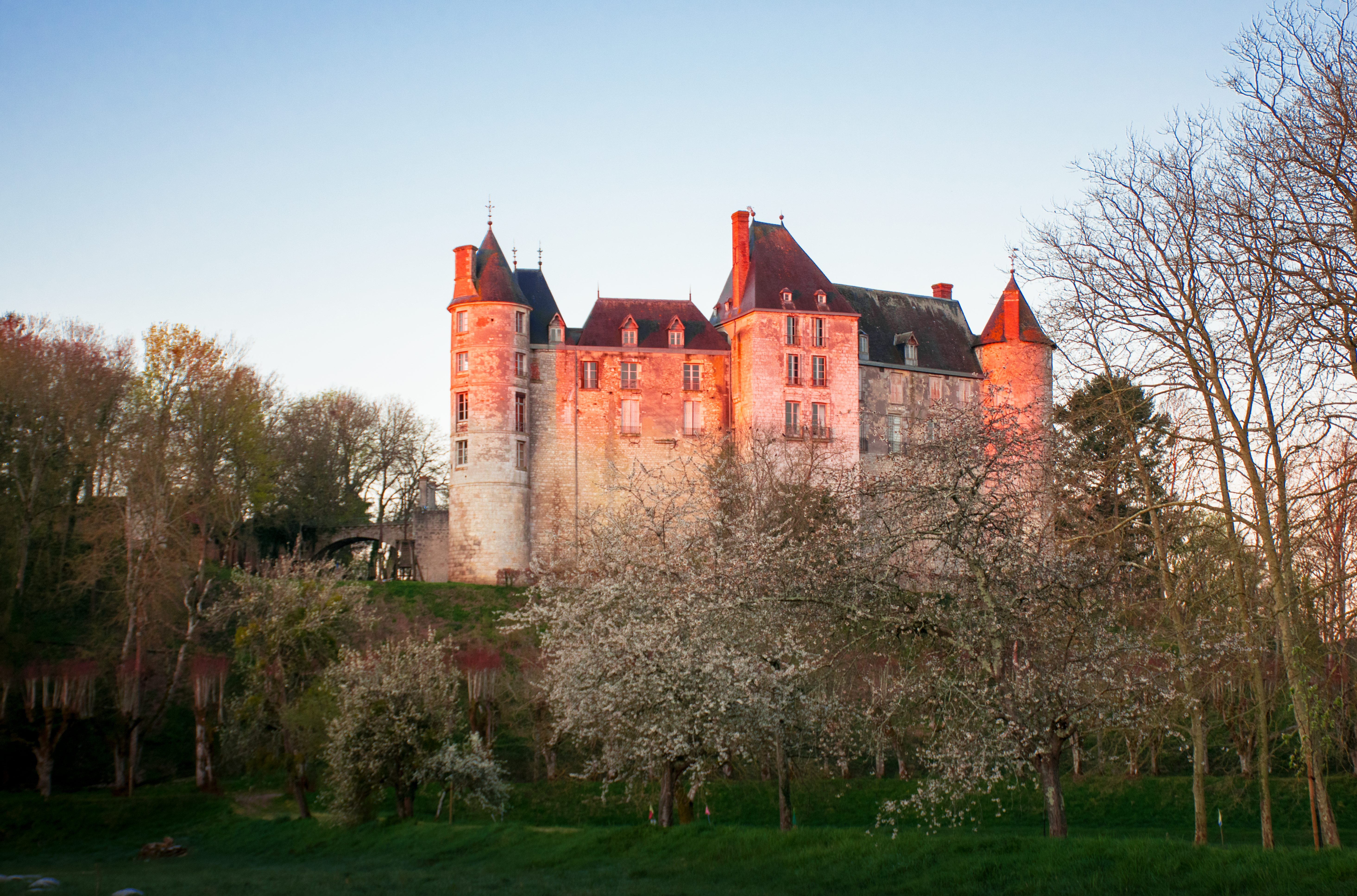
圣布里松城堡

1993年4月7日，圣布里松城堡列为法国历史遗迹。